# 드와이트 요크
드와이트 에버즐리 요크(영어: Dwight Eversley Yorke, 1971년 11월 3일 트리니다드 토바고 케이넌 ~ )는 트리니다드 토바고의 전 축구 선수이자 현 축구 지도자로 현재 트리니다드 토바고 대표팀 감독직을 맡고 있으며 잉글랜드 국적도 보유하고 있다.

## 수상

### 클럽 (선수)
애스턴 빌라
- 잉글랜드 풋볼 리그 1부 : 준우승 (1989-90)
- 잉글랜드 프리미어리그 : 준우승 (1992-93), 4위 (1995-96)
- 잉글랜드 FA컵 : 4강 (1995-96)
- EFL컵 : 우승 (1995-96)

 맨체스터 유나이티드
- 잉글랜드 프리미어리그 : 우승 (1998-99, 1999-2000, 2000-01), 3위 (2001-02)
- 잉글랜드 FA컵 : 우승 (1998-99)
- UEFA 챔피언스리그 : 우승 (1998-99), 4강 (2001-02)
- UEFA 슈퍼컵 : 준우승 (1999)
- FA 채리티 실드 : 준우승 (1999, 2000, 2001)
- 인터콘티넨털컵 : 우승 (1999)

 블랙번 로버스
- 잉글랜드 FA컵 : 4강 (2002-03)

 시드니 FC
- A리그 : 우승 (2005-06)

 선덜랜드 AFC
- EFL 챔피언십 : 우승 (2006-07)

### 국가대표팀 (선수)
트리니다드 토바고
- 카리브컵 : 우승 (1989), 3위 (1993)
- CONCACAF 골드컵 : 4강 (2000)

### 클럽 (지도자)
맥아서 FC
- 오스트레일리아 컵 : 우승 (2022)

### 개인
- 2006년 FIFA 월드컵 맨 오브 더 매치 : vs. 스웨덴 (조별리그)